# Seznam konstruktorskih svetovnih prvakov v motociklizmu
Seznam konstruktorskih svetovnih prvakov v motociklizmu od 1949 do 2023.
Motociklistične dirke na cestnem dirkališču v Grand Prix prvenstvu so razdeljene na tri razrede: MotoGP, Moto2 in Moto3. Nekdaj so bile razdeljene na več razredov: 500 cm³, 350 cm³, 250 cm³, 125 cm³, 80 cm³, 50 cm³ in Sidecar (Sovoznik). Svetovno prvenstvo je leta 1949 ustanovila zveza Fédération Internationale de Motocyclisme (FIM) in gre za najstarejše svetovno prvenstvo v motošportu.
Prvo prvenstvo je potekalo leta 1949 in je bilo razdeljeno na pet razredov: 500 cm³, 350 cm³, 250 cm³, 125 cm³ in Sidecar/sovoznik (600 cm³). Leta 1962 je bil uveden razred 50 cm³. Zaradi visokih stroškov je veliko proizvajalcev zapustilo prvenstvo, zato je FIM omejil 50 cm³ motorje na en cilinder, 125 cm³ in 250 cm³ na dva cilindra, 350 cm³ in 500 cm³ pa na štiri cilindre. Leta 1982 je bil ukinjen razred 350 cm³, dve leti pozneje pa so razred 50 cm³ nadomestili z razredom 80 cm³, ki so ga ukinili leta 1989. Razred Sidecar (sovoznik) je prvenstvo zapustil leta 1996, da bi oblikoval svoje prvenstvo. Leta 2002 so 500 cm³ motorje zamenjali 990 cm³, prvenstvo pa se je preimenovalo v MotoGP. Leta 2010 so 660 cm³ motorji zamenjali 250 cm³, prvenstvo pa se od tedaj imenuje Moto2. Leta 2012 je nastal Moto3 z 250 cm³ motorji z enim cilindrom, ki so zamenjali razred 125 cm³.
V seriji Grand Prix niso nikoli dirkali s 750 cm³ motorji.
Konstruktorsko svetovno prvenstvo osvoji tovarna, ki zbere največ točk po sistemu točkovanja za dirke Grand Prix. V skupni seštevek prispeva točke le dirkač, ki na posamezni dirki osvoji največ točk. Zmagovalec konstruktorskega prvenstva tako ni nujno tovarna, za katero vozi svetovni prvak med dirkači. Primer iz leta 2004: med dirkači je svetovni prvak postal Valentino Rossi, ki je vozil za Yamaho, med konstruktorji pa je slavila Honda.
V razredu Sidecar (Sovoznik) je konstruktorski naslov osvojil proizvajalec motorja, ne proizvajalec šasije. V razredu Moto2 konstruktorski naslov osvoji proizvajalec šasije, ne motorja, saj morajo vsi tekmovalci uporabljati Hondine motorje.

## Po sezonah
| Leto | 500 cm³       | 350 cm³        | 250 cm³        | 125 cm³       | Sovoznik   |
| ---- | ------------- | -------------- | -------------- | ------------- | ---------- |
| 1949 | AJS (1)       | Velocette (1)  | Moto Guzzi (1) | Mondial (1)   | Norton (1) |
| 1950 | Norton (1)    | Velocette (2)  | Benelli (1)    | Mondial (2)   | Norton (2) |
| 1951 | Norton (2)    | Norton (1)     | Moto Guzzi (2) | Mondial (3)   | Norton (3) |
| 1952 | Gilera (1)    | Norton (2)     | Moto Guzzi (3) | MV Agusta (1) | Norton (4) |
| 1953 | Gilera (2)    | Moto Guzzi (1) | NSU (1)        | MV Agusta (2) | Norton (5) |
| 1954 | Gilera*       | Moto Guzzi*    | NSU*           | NSU*          | Norton*    |
| 1955 | Gilera (3)    | Moto Guzzi (2) | MV Agusta (1)  | MV Agusta (3) | BMW (1)    |
| 1956 | MV Agusta (1) | Moto Guzzi (3) | MV Agusta (2)  | MV Agusta (4) | BMW (2)    |
| 1957 | Gilera (4)    | Gilera (1)     | Mondial (1)    | Mondial (4)   | BMW (3)    |
| 1958 | MV Agusta (2) | MV Agusta (1)  | MV Agusta (3)  | MV Agusta (5) | BMW (4)    |
| 1959 | MV Agusta (3) | MV Agusta (2)  | MV Agusta (4)  | MV Agusta (6) | BMW (5)    |
| 1960 | MV Agusta (4) | MV Agusta (3)  | MV Agusta (5)  | MV Agusta (7) | BMW (6)    |
| 1961 | MV Agusta (5) | MV Agusta (4)  | Honda (1)      | Honda (1)     | BMW (7)    |

| Leto | 500 cm³        | 350 cm³        | 250 cm³             | 125 cm³        | 50 cm³       | Sovoznik   |
| ---- | -------------- | -------------- | ------------------- | -------------- | ------------ | ---------- |
| 1962 | MV Agusta (6)  | Honda (1)      | Honda (2)           | Honda (2)      | Suzuki (1)   | BMW (8)    |
| 1963 | MV Agusta (7)  | Honda (2)      | Honda (3)           | Suzuki (1)     | Suzuki (2)   | BMW (9)    |
| 1964 | MV Agusta (8)  | Honda (3)      | Yamaha (1)          | Honda (3)      | Suzuki (3)   | BMW (10)   |
| 1965 | MV Agusta (9)  | Honda (4)      | Yamaha (2)          | Suzuki (2)     | Honda (1)    | BMW (11)   |
| 1966 | Honda (1)      | Honda (5)      | Honda (4)           | Honda (4)      | Honda (2)    | BMW (12)   |
| 1967 | MV Agusta (10) | Honda (6)      | Honda (5)           | Yamaha (1)     | Suzuki (4)   | BMW (13)   |
| 1968 | MV Agusta (11) | MV Agusta (5)  | Yamaha (3)          | Yamaha (2)     | Suzuki (5)   | BMW (14)   |
| 1969 | MV Agusta (12) | MV Agusta (6)  | Benelli (1)         | Kawasaki (1)   | Derbi (1)    | BMW (15)   |
| 1970 | MV Agusta (13) | MV Agusta (7)  | Yamaha (4)          | Suzuki (3)     | Derbi (2)    | BMW (16)   |
| 1971 | MV Agusta (14) | MV Agusta (8)  | Yamaha (5)          | Derbi (1)      | Kreidler (1) | BMW (17)   |
| 1972 | MV Agusta (15) | MV Agusta (9)  | Yamaha (6)          | Derbi (2)      | Kreidler (2) | BMW (18)   |
| 1973 | MV Agusta (16) | MV Agusta (10) | Yamaha (7)          | Yamaha (3)     | Kreidler (3) | BMW (19)   |
| 1974 | Yamaha (1)     | Yamaha (1)     | Yamaha (8)          | Yamaha (4)     | Kreidler (4) | König (1)  |
| 1975 | Yamaha (2)     | Yamaha (2)     | Harley-Davidson (1) | Morbidelli (1) | Kreidler (5) | König (2)  |
| 1976 | Suzuki (1)     | Yamaha (3)     | Harley-Davidson (2) | Morbidelli (2) | Bultaco (1)  | König (3)  |
| 1977 | Suzuki (2)     | Yamaha (4)     | Yamaha (9)          | Morbidelli (3) | Bultaco (2)  | Yamaha (1) |
| 1978 | Suzuki (3)     | Kawasaki (1)   | Kawasaki (1)        | Minarelli (1)  | Bultaco (3)  | Yamaha (2) |

| Leto | 500 cm³    | 350 cm³      | 250 cm³      | 125 cm³       | 50 cm³       | Sovoznik B2A | Sovoznik B2B |
| ---- | ---------- | ------------ | ------------ | ------------- | ------------ | ------------ | ------------ |
| 1979 | Suzuki (4) | Kawasaki (2) | Kawasaki (2) | Minarelli (2) | Kreidler (6) | Yamaha (3)   | Yamaha (3)   |

| Leto | 500 cm³    | 350 cm³      | 250 cm³      | 125 cm³       | 50 cm³                | Sovoznik   |
| ---- | ---------- | ------------ | ------------ | ------------- | --------------------- | ---------- |
| 1980 | Suzuki (5) | Bimota (1)   | Kawasaki (3) | Minarelli (3) | Van Veen Kreidler (1) | Yamaha (4) |
| 1981 | Suzuki (6) | Kawasaki (3) | Kawasaki (4) | Minarelli (4) | Motul Bultaco (1)     | Yamaha (5) |
| 1982 | Suzuki (7) | Kawasaki (4) | Yamaha (10)  | Garelli (1)   | Kreidler (7)          | Yamaha (6) |

| Leto | 500 cm³   | 250 cm³     | 125 cm³ | 50 cm³      | Sovoznik   |
| ---- | --------- | ----------- | ------- | ----------- | ---------- |
| 1983 | Honda (2) | Yamaha (11) | MBA (4) | Garelli (1) | Yamaha (7) |

| Leto | 500 cm³    | 250 cm³     | 125 cm³     | 80 cm³      | Sovoznik    |
| ---- | ---------- | ----------- | ----------- | ----------- | ----------- |
| 1984 | Honda (3)  | Yamaha (12) | Garelli (2) | Zündapp (1) | Yamaha (8)  |
| 1985 | Honda (4)  | Honda (6)   | MBA (5)     | Krauser (1) | Yamaha (9)  |
| 1986 | Yamaha (3) | Honda (7)   | Garelli (3) | Derbi (1)   | Yamaha (10) |
| 1987 | Yamaha (4) | Honda (8)   | Garelli (4) | Derbi (2)   | Krauser (1) |
| 1988 | Yamaha (5) | Honda (9)   | Derbi (3)   | Derbi (3)   | Krauser (2) |
| 1989 | Honda (5)  | Honda (10)  | Honda (5)   | Krauser (2) | Krauser (3) |

| Leto | 500 cm³    | 250 cm³     | 125 cm³     | Sovoznik    |
| ---- | ---------- | ----------- | ----------- | ----------- |
| 1990 | Yamaha (6) | Yamaha (13) | Honda (6)   | Krauser (4) |
| 1991 | Yamaha (7) | Honda (11)  | Honda (7)   | Krauser (5) |
| 1992 | Honda (6)  | Honda (12)  | Honda (8)   | Krauser (6) |
| 1993 | Yamaha (8) | Honda (13)  | Honda (9)   | Krauser (7) |
| 1994 | Honda (7)  | Honda (14)  | Honda (10)  | LCR-ADM (1) |
| 1995 | Honda (8)  | Aprilia (1) | Honda (11)  | LCR-ADM (2) |
| 1996 | Honda (9)  | Honda (15)  | Aprilia (1) | LCR-ADM (3) |

| Leto | 500 cm³    | 250 cm³     | 125 cm³     |
| ---- | ---------- | ----------- | ----------- |
| 1997 | Honda (10) | Honda (16)  | Aprilia (2) |
| 1998 | Honda (11) | Aprilia (2) | Honda (12)  |
| 1999 | Honda (12) | Aprilia (3) | Honda (13)  |
| 2000 | Yamaha (9) | Yamaha (14) | Honda (14)  |
| 2001 | Honda (13) | Honda (17)  | Honda (15)  |

| Leto | MotoGP      | 250 cm³     | 125 cm³     |
| ---- | ----------- | ----------- | ----------- |
| 2002 | Honda (14)  | Aprilia (4) | Aprilia (3) |
| 2003 | Honda (15)  | Aprilia (5) | Aprilia (4) |
| 2004 | Honda (16)  | Honda (18)  | Aprilia (5) |
| 2005 | Yamaha (10) | Honda (19)  | KTM (1)     |
| 2006 | Honda (17)  | Aprilia (6) | Aprilia (6) |
| 2007 | Ducati (1)  | Aprilia (7) | Aprilia (7) |
| 2008 | Yamaha (11) | Aprilia (8) | Aprilia (8) |
| 2009 | Yamaha (12) | Aprilia (9) | Aprilia (9) |

| Leto | MotoGP      | Moto2     | 125 cm³      |
| ---- | ----------- | --------- | ------------ |
| 2010 | Yamaha (13) | Suter (1) | Derbi (4)    |
| 2011 | Honda (18)  | Suter (2) | Aprilia (10) |

| Leto | MotoGP      | Moto2      | Moto3       |
| ---- | ----------- | ---------- | ----------- |
| 2012 | Yamaha (14) | Suter (3)  | KTM (2)     |
| 2013 | Honda (19)  | Kalex (1)  | KTM (3)     |
| 2014 | Honda (20)  | Kalex (2)  | KTM (4)     |
| 2015 | Yamaha (15) | Kalex (3)  | Honda (16)  |
| 2016 | Honda (21)  | Kalex (4)  | KTM (5)     |
| 2017 | Honda (22)  | Kalex (5)  | Honda (17)  |
| 2018 | Honda (23)  | Kalex (6)  | Honda (18)  |
| 2019 | Honda (24)  | Kalex (7)  | Honda (19)  |
| 2020 | Ducati (2)  | Kalex (8)  | Honda (20)  |
| 2021 | Ducati (3)  | Kalex (9)  | KTM (6)     |
| 2022 | Ducati (4)  | Kalex (10) | Gas Gas (1) |
| 2023 | Ducati (5)  | Kalex (11) | KTM (7)     |

*V sezoni 1954 FIM ni priznala konstruktorskih svetovnih prvakov zaradi spora s konstruktorji, ki jih je zastopal Mednarodni stalni urad proizvajalcev motornih koles, glede števila dirk med sezono in odprave prvenstva dirkačev.

## Po tovarnah
Naslovi iz sezone 1954 niso všteti.
| Konstruktor       | MotoGP / 500 cm³ | 350 cm³ | Moto2 / 250 cm³ | Moto3 / 125 cm³ | 80 cm³ / 50 cm³ | Sidecar / B2A / B2B | Skupaj |
| ----------------- | ---------------- | ------- | --------------- | --------------- | --------------- | ------------------- | ------ |
| Honda             | 24               | 6       | 19              | 20              | 2               |                     | 71     |
| Yamaha            | 15               | 4       | 14              | 4               |                 | 10                  | 47     |
| MV Agusta         | 16               | 10      | 5               | 7               |                 |                     | 38     |
| Aprilia           |                  |         | 9               | 10              |                 |                     | 19     |
| BMW               |                  |         |                 |                 |                 | 19                  | 19     |
| Suzuki            | 7                |         |                 | 3               | 5               |                     | 15     |
| Kalex             |                  |         | 11              |                 |                 |                     | 11     |
| Norton            | 2                | 2       |                 |                 |                 | 5                   | 9      |
| Kawasaki          |                  | 4       | 4               | 1               |                 |                     | 9      |
| Derbi             |                  |         |                 | 4               | 5               |                     | 9      |
| Krauser           |                  |         |                 |                 | 2               | 7                   | 9      |
| Moto Guzzi        |                  | 4       | 3               |                 |                 |                     | 7      |
| Kreidler          |                  |         |                 |                 | 7               |                     | 7      |
| KTM               |                  |         |                 | 7               |                 |                     | 7      |
| Ducati            | 5                |         |                 |                 |                 |                     | 5      |
| Gilera            | 4                | 1       |                 |                 |                 |                     | 5      |
| Mondial           |                  |         | 1               | 4               |                 |                     | 5      |
| Garelli           |                  |         |                 | 4               | 1               |                     | 5      |
| Minarelli         |                  |         |                 | 4               |                 |                     | 4      |
| Suter             |                  |         | 3               |                 |                 |                     | 3      |
| Morbidelli        |                  |         |                 | 3               |                 |                     | 3      |
| Bultaco           |                  |         |                 |                 | 3               |                     | 3      |
| König             |                  |         |                 |                 |                 | 3                   | 3      |
| LCR-ADM           |                  |         |                 |                 |                 | 3                   | 3      |
| Velocette         |                  | 2       |                 |                 |                 |                     | 2      |
| Benelli           |                  |         | 2               |                 |                 |                     | 2      |
| Harley-Davidson   |                  |         | 2               |                 |                 |                     | 2      |
| MBA               |                  |         |                 | 2               |                 |                     | 2      |
| AJS               | 1                |         |                 |                 |                 |                     | 1      |
| Bimota            |                  | 1       |                 |                 |                 |                     | 1      |
| NSU               |                  |         | 1               |                 |                 |                     | 1      |
| Gas Gas           |                  |         |                 | 1               |                 |                     | 1      |
| Zündapp           |                  |         |                 |                 | 1               |                     | 1      |
| Motul Bultaco     |                  |         |                 |                 | 1               |                     | 1      |
| Van Veen Kreidler |                  |         |                 |                 | 1               |                     | 1      |
| Total             | 74               | 34      | 74              | 74              | 28              | 48                  | 328    |

## Po državah
| Država                  | MotoGP / 500 cm³ | 350 cm³ | Moto2 / 250 cm³ | Moto3 / 125 cm³ | 80 cm³ / 50 cm³ | Sidecar / B2A / B2B | Skupaj |
| ----------------------- | ---------------- | ------- | --------------- | --------------- | --------------- | ------------------- | ------ |
| Japonska                | 46               | 15      | 37              | 28              | 7               | 11                  | 144    |
| Italija                 | 25               | 15      | 19              | 34              | 2               |                     | 95     |
| Nemčija                 |                  |         | 12              | 1               | 10              | 29                  | 52     |
| Združeno kraljestvo     | 3                | 4       |                 |                 |                 | 6                   | 13     |
| Španija                 |                  |         |                 | 5               | 8               |                     | 13     |
| Avstrija                |                  |         |                 | 7               |                 |                     | 7      |
| Švica                   |                  |         | 3               |                 |                 | 3                   | 6      |
| Združene države Amerike |                  |         | 2               |                 |                 |                     | 2      |
| Nizozemska              |                  |         |                 |                 | 1               |                     | 1      |
| Total                   | 74               | 34      | 74              | 74              | 28              | 48                  | 328    |